# Сено (Франция)
Сено́ (фр. Senaux, окс. Senaus) — коммуна во Франции, находится в регионе Юг — Пиренеи. Департамент — Тарн. Входит в состав кантона От-Тер-д’Ок. Округ коммуны — Кастр.
Код INSEE коммуны — 81282.

## География

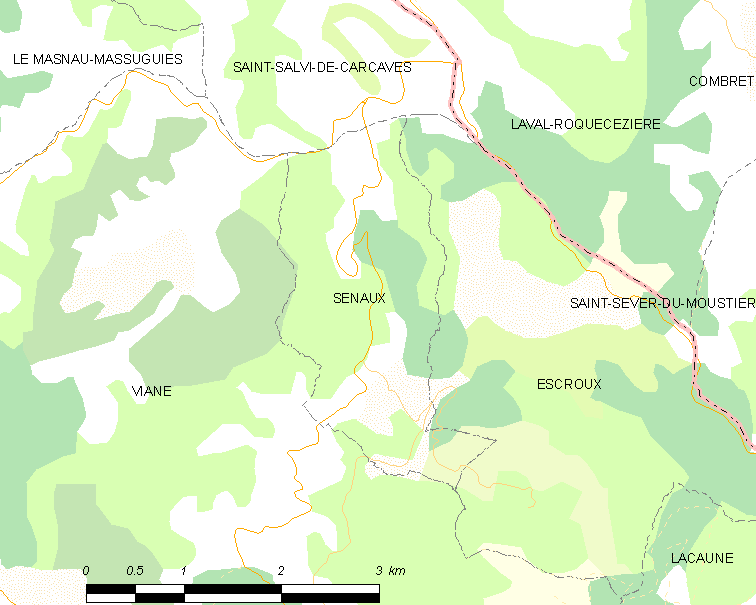
Карта коммуны

Коммуна расположена приблизительно в 570 км к югу от Парижа, в 100 км восточнее Тулузы, в 45 км к юго-востоку от Альби.
Около половины территории коммуны занимают леса.

## Климат
Климат умеренно-океанический. Зима мягкая и дождливая, лето жаркое с частыми грозами. Ветры довольно редки.

## Население
Население коммуны на 2010 год составляло 39 человек.
| 1962 | 1968 | 1975 | 1982 | 1990 | 1999 | 2010 |
| ---- | ---- | ---- | ---- | ---- | ---- | ---- |
| 82   | 62   | 53   | 43   | 36   | 28   | 39   |

## Экономика
В 2007 году среди 31 человека в трудоспособном возрасте (15—64 лет) 18 были экономически активными, 13 — неактивными (показатель активности — 58,1 %, в 1999 году было 66,7 %). Из 18 активных работали 16 человек (9 мужчин и 7 женщин), безработных было 2 (1 мужчина и 1 женщина). Среди 13 неактивных 4 человека были учениками или студентами, 4 — пенсионерами, 5 были неактивными по другим причинам.

## Фотогалерея

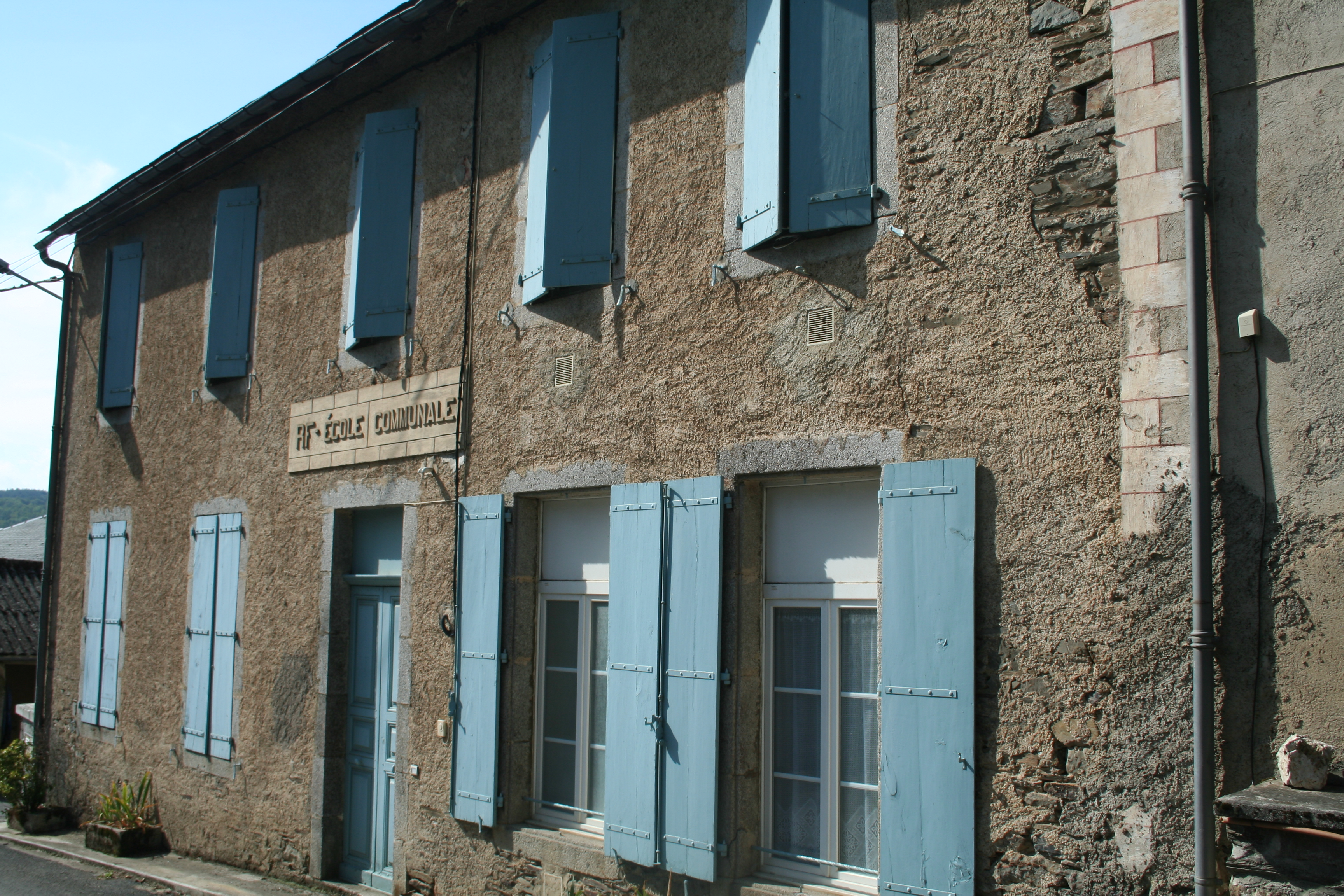
Школа
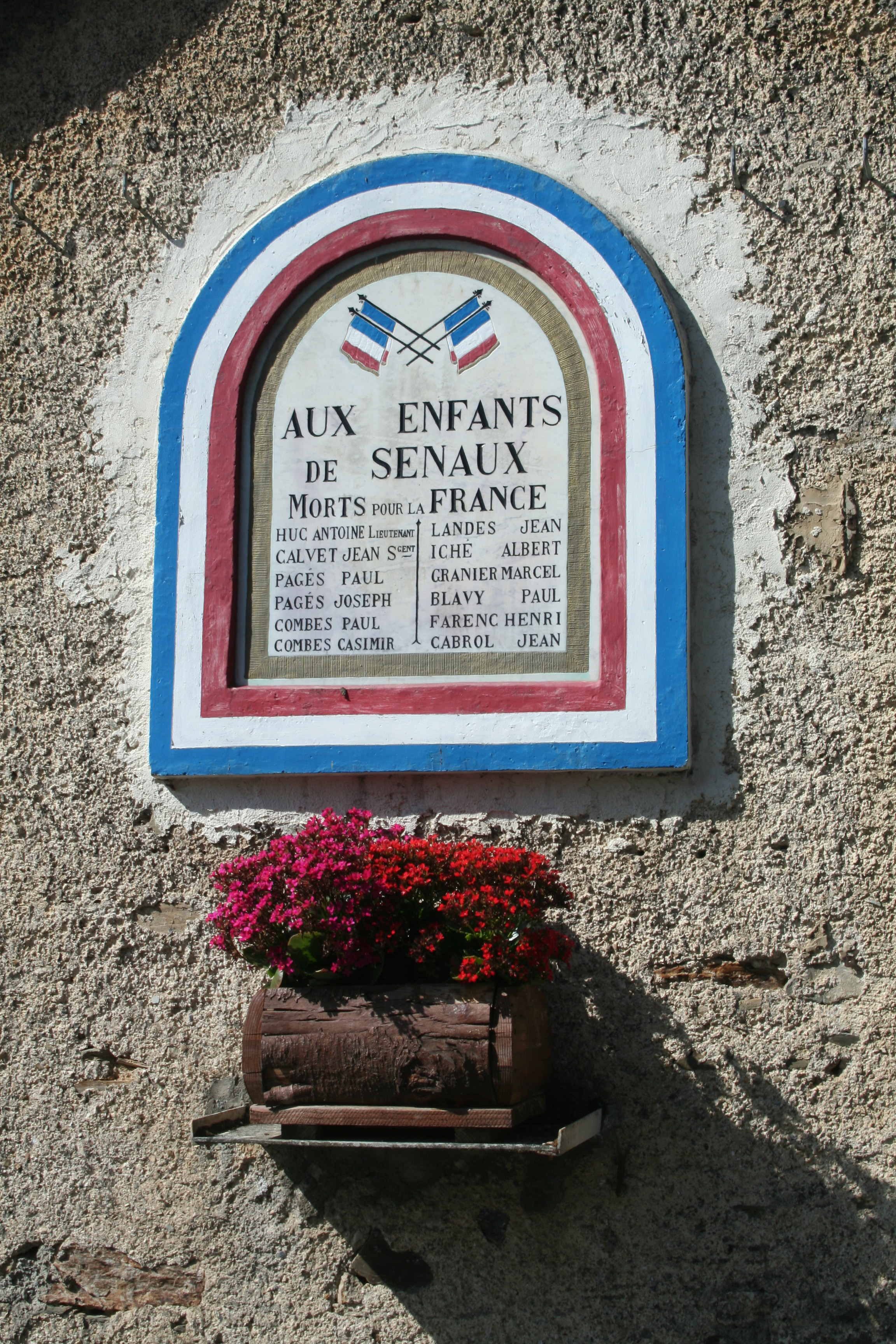
Военный мемориал
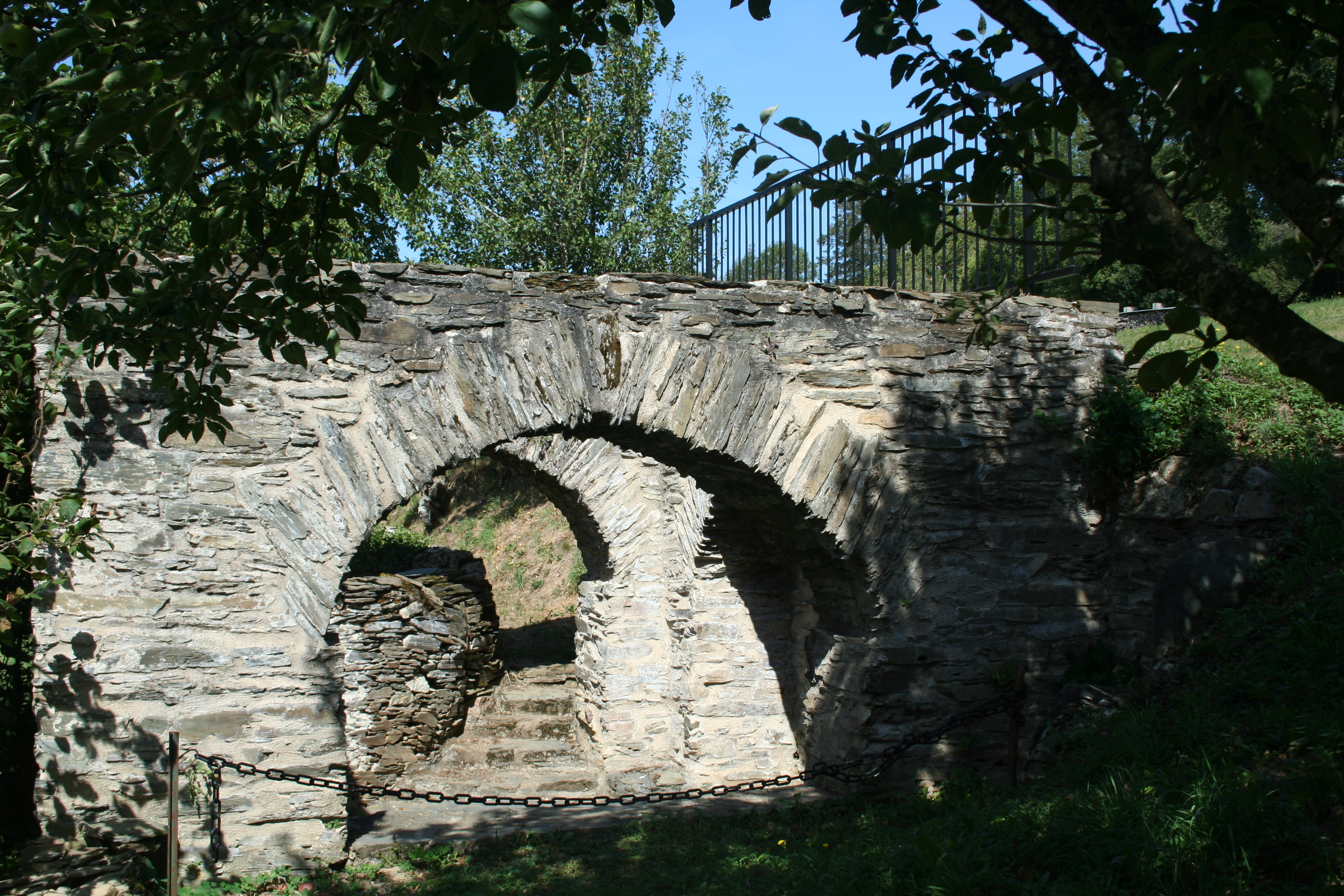
Древне-римский источник
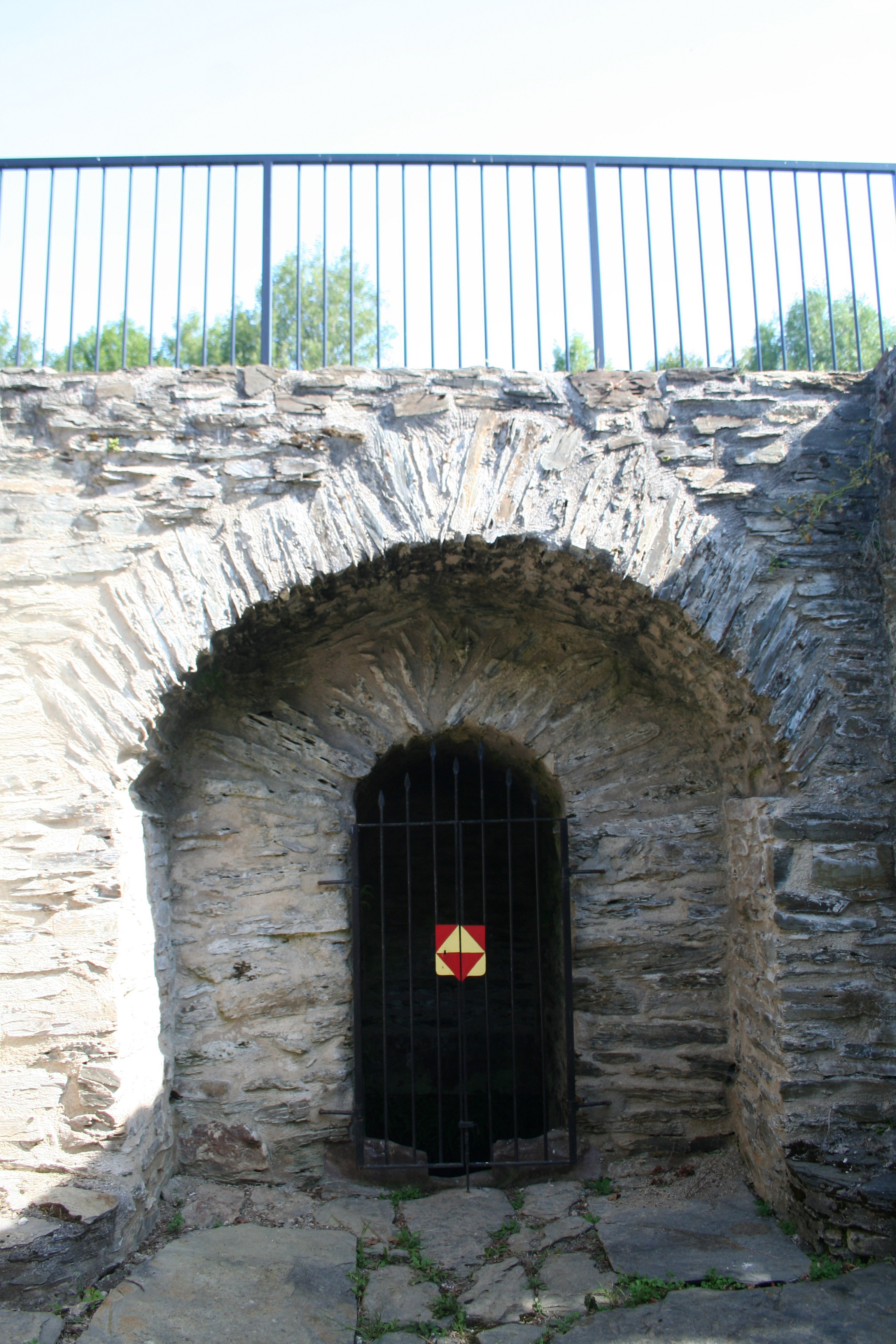
Древне-римский источник
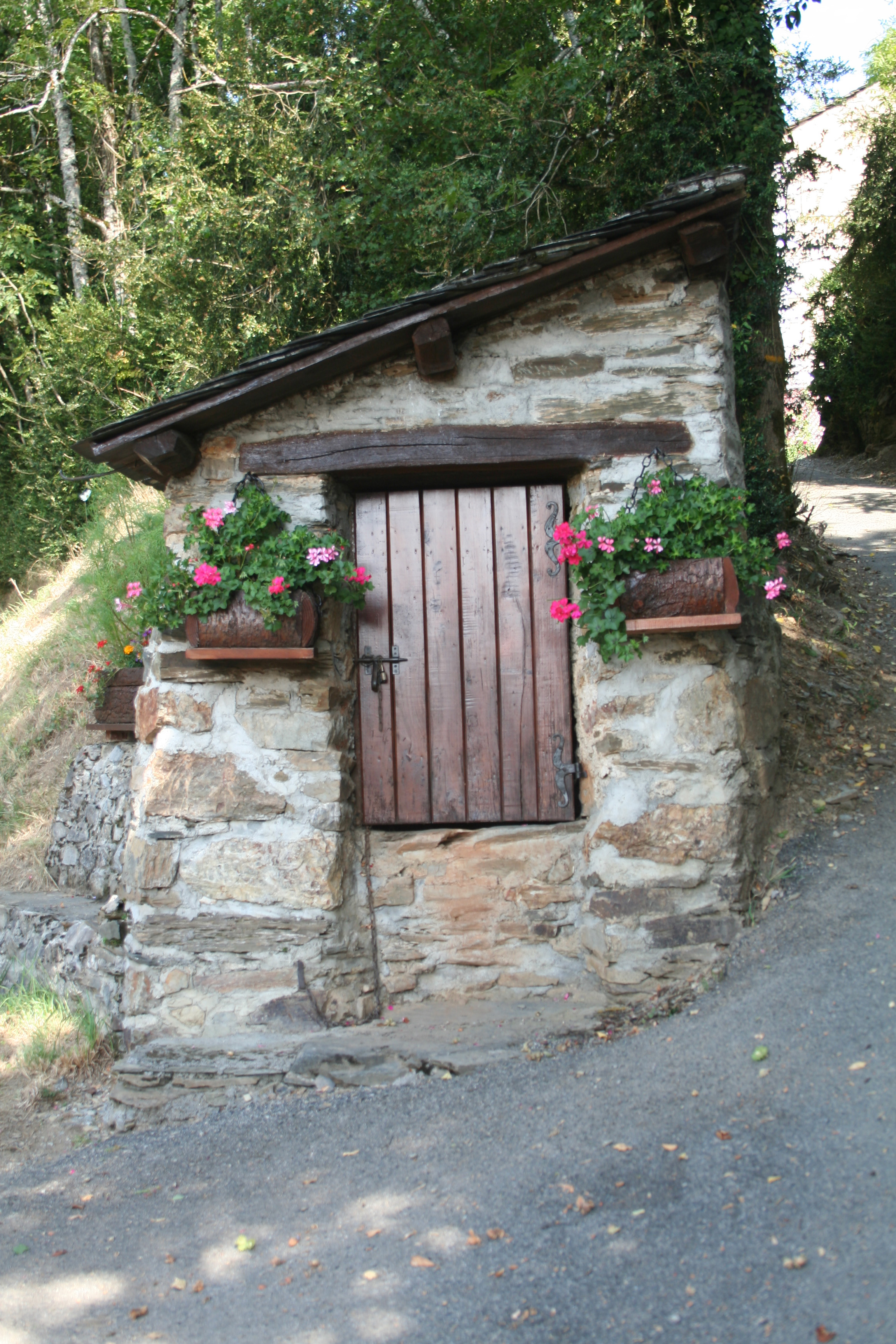
Колодец